# Carpinteria
Carpinteria és una població dels Estats Units a l'estat de Califòrnia. Segons el cens del 2000 tenia 14.194 habitants.

## Demografia
Segons el cens del 2000, Carpinteria tenia 14.194 habitants, 4.989 habitatges, i 3.332 famílies. La densitat de població era de 2.029,8 habitants per km².
Dels 4.989 habitatges en un 33,3% hi vivien nens de menys de 18 anys, en un 51,6 % hi vivien parelles casades, en un 10,5 % dones solteres, i en un 33,2 % no eren unitats familiars. En el 25,5 % dels habitatges hi vivien persones soles el 10,5 % de les quals corresponia a persones de 65 anys o més que vivien soles. El nombre mitjà de persones vivint en cada habitatge era de 2,82 i el nombre mitjà de persones que vivien en cada família era de 3,38.
Per edats la població es repartia de la següent manera: un 25,6 % tenia menys de 18 anys, un 9,2 % entre 18 i 24, un 30,7 % entre 25 i 44, un 22,1 % de 45 a 60 i un 12,4 % 65 anys o més.
L'edat mediana era de 36 anys. Per cada 100 dones de 18 o més anys hi havia 97,8 homes.
La renda mitjana per habitatge era de 47.729 $ i per família, de 54.849 $. Els homes tenien una renda mitjana de 35.679 $ mentre que les dones, 30.736 $. La renda per capita de la població era de 21.563 $. Entorn del 7,1 % de les famílies i el 10,4 % de la població estaven per davall del llindar de pobresa.

## Poblacions més properes
El següent diagrama mostra les poblacions més properes.